# Araneus volgeri
Araneus volgeri là một loài nhện trong họ Araneidae.
Loài này thuộc chi Araneus. Araneus volgeri được Eugène Simon miêu tả năm 1897.